# Nokia 2310
Il Nokia 2310 è un telefono cellulare designato a coprire una fascia di costo media-bassa del mercato. In molti casi si può considerare di un cellulare adatto ai bambini, ed in molti paesi, viene commercializzato con piani tariffari per studenti.

## Caratteristiche tecniche
- Reti: DualBand GSM 900 - 1800 MHz
- Dimensioni: 105,4 x 43,9 x 19,05 mm
- Massa con batteria in dotazione: 85 grammi
- Anno di Uscita: 2006
- Batteria: Li-Ion 970 mAh (BL-5C)
- Kit Acquisto: Batteria, manuale d'uso, caricabatteria
- Autonomia in Standby: 400 ore
- Autonomia in Conversazione: 6 ore